# Mad (sång)

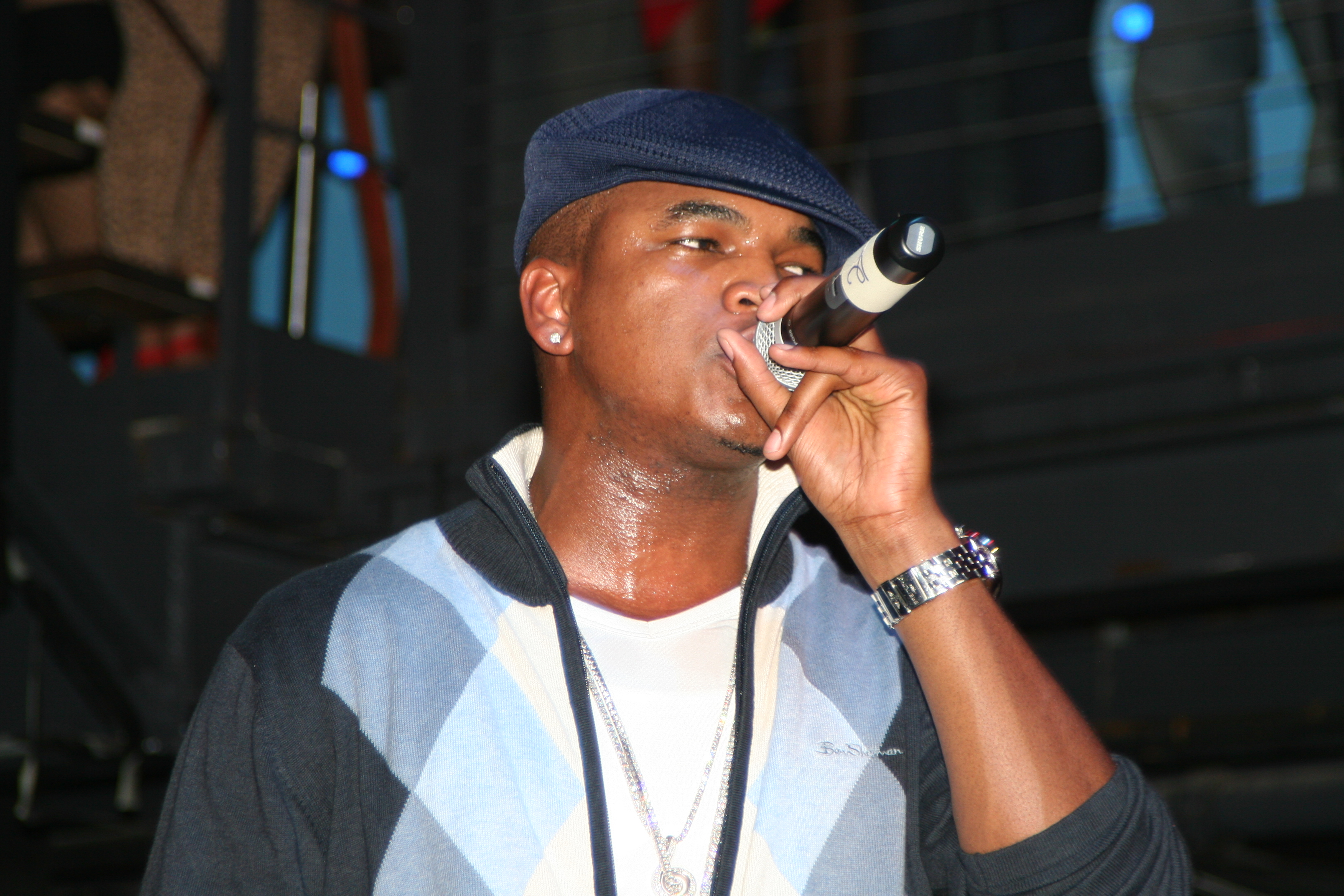
Shaffer "Ne-Yo" Smith

Mad är en sång av den amerikanske pop- och R&B-sångaren Ne-Yo. Det är den fjärde singeln från hans album Year of the Gentleman som släpptes 2008.
| Hitlista (2009)                 | Topp- position |
| ------------------------------- | -------------- |
| Eurochart Hot 100 Singles       | 60             |
| Irish Singles Chart             | 30             |
| Japan Hot 100                   | 99             |
| New Zealand RIANZ Singles Chart | 5              |
| UK Singles Chart                | 19             |
| UK R&B Chart                    | 3              |
| Billboard Hot 100               | 15             |
| Billboard Hot R&B/Hip-Hop Songs | 16             |
| Billboard Pop 100               | 20             |